# Soggetto passivo d'imposta
Il soggetto passivo d'imposta, cioè colui che cede beni o servizi, detrae l'imposta pagata sugli acquisti di beni e servizi effettuati nell'esercizio d'impresa, arte o professione, dall'imposta addebitata (a titolo di rivalsa, ovvero compensazione delle perdite) agli acquirenti dei beni o dei servizi prestati.
Esso è tenuto al pagamento dei tributi (cioè prestazioni obbligatorie nei confronti dello Stato o di un ente pubblico, in generale ad una figura di potestà). Nel rapporto tributario, mentre il soggetto attivo è unico (l’amministrazione finanziaria), il soggetto passivo può essere pluripersonale. La legge infatti, individua alcuni soggetti tenuti ad adempiere in via sostitutiva o sussidiaria alla obbligazione tributaria altrui. È il caso del sostituto d’imposta (datore di lavoro, ente pensionistico, ecc.) che per legge sostituisce in tutto o in parte il contribuente (sostituito) nei rapporti con l’Amministrazione finanziaria, trattenendo le imposte dovute dai compensi, salari, pensioni o altri redditi erogati e successivamente versandole allo Stato. I sostituti di imposta sono tenuti a denunciare annualmente le trattenute operate tramite un'apposita dichiarazione (modello 770).
Soggetti passivi d’imposta possono essere sia le persone fisiche che le persone giuridiche. L’indirizzo per il quale soggetto passivo d’imposta potesse essere solo un soggetto giuridicamente capace secondo la disciplina civilistica è stato superato, ritenendo passibili d’imposta anche quei soggetti quali società semplici, società di fatto e associazioni non riconosciute, privi di capacità giuridica. Per il diritto tributario sono dunque contribuenti tutte le organizzazioni di beni o persone, anche privi di personalità giuridica di diritto comune, qualora risentano in modo autonomo degli effetti dell'imposizione (BAFILE). La capacità di agire è regolata secondo i principi del codice civile.